# Liste des réquisitoires de Pierre Desproges au Tribunal des flagrants délires
Pour un article plus général, voir Le Tribunal des flagrants délires.
Cette liste des réquisitoires de Pierre Desproges au Tribunal des flagrants délires énumère les « réquisitoires » humoristiques effectués par Pierre Desproges au cours de l'émission radiophonique Le Tribunal des flagrants délires sur France Inter.
Cette liste comprend la date de l'émission, l'invité, les thèmes du réquisitoire et quelques citations tirées du réquisitoire en question.

## Réquisitoires figurant sur le coffret CD
Sources : Les Réquisitoires du Tribunal des flagrants délires - Tome 1 et Tome 2.
| Date              | Invité                    | Thèmes et citations |
| ----------------- | ------------------------- | --- |
| 12 novembre 1980  | Roger Carel               | Desproges parle des doublages de Roger Carel. « Cette victoire, les vaincus l’avaient à cœur, et les vainqueurs l’avaient dans l’cul. » |
| 14 novembre 1980  | Gérard Lauzier            | Desproges parle du malaise des cadres. « Ô incertitude ! « Sola certituda : couillam meam glassum » : « La seule certitude que j'ai, c'est qu'on se gèle les… euh… couillam meam glassum »… Oui, « la seule certitude que j’ai, c'est qu’on a froid partout », disait l’abbé Résina, dans je ne sais plus quel passage… » |
| 16 décembre 1980  | Robert Lamoureux          | Desproges s’en prend aux militaires, et lit « L’ordonnance sur l’exercice et les manœuvres de l’infanterie », qui apprend à marcher au pas… « Prenez n’importe quel petit jeune homme effacé. Peignez-le en kaki et mettez-le avec vingt autres enkakifiés comme lui, et vous verrez comme ils trouveront ensemble le noble courage de siffler les jupons qui passent, d’insulter les mères de famille, de pisser sur les quais de gare en bramant des chansons à boire, d'organiser de distingués concours de pets dans les chambrées pour égayer les longues soirées d'hiver. » |
| 11 février 1981   | Catherine Allégret        | Desproges parle de la mort de Jacques Dufilet, prétendu inventeur du collant, de sa vie et de son œuvre. « Jacques Dufilet était né le 11 novembre 1902 à Tricloret-sur-Tilène, d'un père marchand de glu et d'une mère faiseuse de caramels mous : une lourde hérédité qui allait bien sûr le pousser à faire dans le collant. » |
| 25 février 1981   | Jean-Jacques Debout       | Desproges aborde la question des handicapés patronymiques, puis des photos de campagne électorale de Jacques Chirac. « Et monsieur Paul, le sympathique proxénète grec, vous croyez que ça l'amuse qu'on l'appelle le maquereau Paul, à Athènes ? » |
| 6 avril 1981      | Renée Saint-Cyr           | Desproges parle de Napoléon et de l'empereur Bokassa Ier. « Vous allez me dire, monsieur le Président : « On ne peut pas comparer Napoléon à Bokassa parce que Bokassa c'est un nègre. » D'abord, monsieur le Président, permettez-moi d'être quasiment choqué, estomaqué par cette réflexion ! » |
| 10 avril 1981     | Georges Guétary           | Desproges commence par parler de la remise du prix de la meilleure bavure policière, le « Bavoir d'or 1981 », puis parle ensuite de la carrière de Georges Guétary. « Comme le disait si judicieusement le général de Gaulle après avoir assisté à la millième du « Chanteur de Mexico » au Châtelet : « Un chanteur d'opérette qui ferme sa gueule ne peut pas tout à fait être mauvais. » |
| 20 avril 1981     | Robert Charlebois         | Desproges parle de sa mort, qu'il sent proche. « Premièrement, quand je fais ça j'ai mal ici, voir figure 1, et quand j'appuie là ça m'élance d'ici à là, ouille, figure 2. » |
| 27 avril 1981     | Jean-Michel Ribes         | Desproges, arguant que Jean-Michel Ribes est un pionnier, évoque pêle-mêle le scoutisme, Sartre, Maupassant et Baden-Powell. « Voilà un homme qui n'a pas soixante-cinq ans, et qui a plus fait pour la promotion du théâtre contemporain que Rika Zaraï pour la promotion du boudin oriental ! » |
| 6 mai 1981        | Henri Pescarolo           | Desproges, annonçant d'entrée « un bon sportif est un sportif mort », étudie les différences entre les sportifs et… les autruches ! « En effet, les deux racines du mot « mycophobe » appartiennent à l'antique langue hellénique. « Phobe » vient du grec, « mycos » vient du grec, et si ma sœur est enceinte ça vient encore du Grec, le salaud, je vais lui casser la gueule ! » |
| 14 mai 1981       | Georges-Jean Arnaud       | Desproges annonce qu'il n'est pas venu pour parler pour Georges-Jean Arnaud, et nous narre quelques anecdotes de sa vie… « Echque j'égjajère Georges-Jean ? Hein ? Non chéchur j'égjajère pas! Vous devriez vraiment vous appeler François… » / « Capillicole », qui vient du latin « capillaris », le cheveu, et « licole », qui vient de l'arabe « licol » : l'ossature. Exemple : « li col di fémur ». » |
| 15 mai 1981       | Frédéric Mitterrand       | Desproges, quelques jours après la victoire de François Mitterrand, parle de cette élection. « Je signale aux auditeurs qui prendraient l'émission en cours que nous recevons aujourd'hui Mitterrand. Pas Albert Mitterrand. LE Mitterrand. Sacré Mitterrand. » |
| 19 mai 1981       | Djamel Allam              | Desproges parle des chanteurs immigrés et de la culture française. « La France a toujours su tendre la main à ses frères inférieurs. Après avoir mis des gants, ah ben évidemment ! » |
| 26 mai 1981       | Gérard Vié                | Desproges raconte la vie de Gérard Vié… à sa manière ! « Nous allons ouvrir une boucherie », déclare solennellement l'aîné. « Quoi ? » s'exclame Gérard Vié avec une vivacité surprenante pour un homme de sa corpulence. « Des bouchers ? Les Vié ? Comptez pas sur moi ! » |
| 14 septembre 1982 | Daniel Cohn-Bendit        | Desproges se penche sur cet « ancien combattant rondouillard qui soupire sur ses souvenirs de guerre… » « D'ailleurs, comme disait Himmler : « qu'on puisse être à la fois juif et allemand, ça me dépasse ». C'est vrai, il faut savoir choisir son camp… » |
| 16 septembre 1982 | Jean d'Ormesson           | Desproges parle de l'Académie française, et de sa prétendue origine étymologique… « N'avez-vous point honte, à votre âge, un grand garçon comme vous, de vous déguiser périodiquement en guignol vert pomme avec un chapeau à plume à la con et une épée de panoplie de Zorro ? » |
| 21 septembre 1982 | Alain Moreau              | Desproges annonce vouloir être indulgent avec l'accusé, car il a eu le matin même la révélation du sens de la condition humaine. « Au réveil, je me suis senti très mal. J'avais un poids sur la poitrine et un nœud dans la gorge alors que j'étais tout seul. » |
| 22 septembre 1982 | Plastic Bertrand          | Desproges attaque le chanteur belge, le traitant de tous les noms (« Jean-François Polystyrène », « Jean-Edern Hydrocarbure », ou « Gonzague Polyester ») et raconte les aventures du Superman Belge, à qui Plastic Bertrand était comparé dans une interview. « Au mépris des flammes qui lui léchaient la zigounette à travers sa combinaison d'acier, croyez-moi ça fait mal, Superman belge abattit King Kong d'une manchette bien ajustée, puis, après l'avoir sodomisé sobrement, il prit la jeune fille dans ses bras de fer et s'envola avec elle vers le firmament étoilé. À cinq mille mètres du sol, il croisa le Concorde et l'applaudit frénétiquement, ce qui l'obligea hélas à lâcher sa bien-aimée qui s'écrasa dans la dignité sur le palais de l'Europe à Bruxelles. » |
| 23 septembre 1982 | Léon Zitrone              | Desproges déplore le niveau de français des Français, citant Léon Zitrone comme homme de grand vocabulaire. « Hélas, Dieu me tripote, hélas hélas, qui dans ce beau pays de France sait encore parler sans l'écorcher la langue de nos pères ? Qui à part nous deux Léon qu'on est les derniers ? Qui, dans cette époque que je serais heureux d'y z'avoir pas vécu au niveau de l'inculture dont au sujet de laquelle je suis été si consterné… » |
| 28 septembre 1982 | Jean-Marie Le Pen         | Desproges pose sa question « Peut-on rire de tout ? Peut-on rire avec tout le monde ? » et parle des racistes… « Quelle autre échappatoire que le rire, sinon le suicide, poil aux rides ! » |
| 6 octobre 1982    | Huguette Bouchardeau      | Desproges évoque le souvenir de l'histoire de Robinson Crusoé. « Seul sur son île depuis plus de vingt ans, Robinson s'ennuie. Sa détresse morale, sentimentale et sexuelle est immense. Pourtant, au début, il s'est farouchement accroché aux choses de l'esprit, « L'esprit » étant le nom de son cochon sauvage… » |
| 7 octobre 1982    | Pierre Troisgros          | Desproges donne la recette du Cheval-Melba, puis s'intéresse au phénomène de l'aquaphilie. « Vous savez pourquoi l'homme aime le cheval ? Parce que le cheval ne se révolte pas quand des nains bariolés lui balancent des coups d'éperon dans le bide tous les dimanches pour enrichir les connasses emperlouzées avec les primes d'allocations familiales des chômeurs ! » |
| 11 octobre 1982   | Roger Coggio              | Desproges taxe Coggio de vulgaire photocopieur, puis parle de la sénilité. « Roger Coggio, mesdames et messieurs, a un point commun avec son illustre idole Jean-Baptiste Poquelin : ils sont morts tous les deux ! » |
| 12 octobre 1982   | François de Closets       | Desproges, glorifiant la science, propose une expérience pour déterminer si Nantes est bien en Bretagne. « Gloire à Galilée, que l'on torture pendant que Coper nique ! » |
| 13 octobre 1982   | Alan Stivell              | Desproges fomente une révolte seine-et-marnaise, puis parle des origines italiennes et anglaises d'Alan Stivell. « Il y a deux sortes d'Italiens : les Italiens du Nord, qui vivent au nord, et les Italiens du Sud, qui meurent au Sud. » |
| 18 octobre 1982   | Charles Dumont            | Desproges imagine ce qu'il ferait s'il était Dieu. « Oh non, si j'étais Dieu, je me tripote, ça ne se passerait pas comme ça, nom de moi de bordel de moi ! » |
| 19 octobre 1982   | Yvan Dautin               | Desproges, ne voulant pas condamner l'accusé, organise un « Jeu des Milles Fesses » délirant ! « -Voilà la question de monsieur Arthur Oh-oui-oh-oui, de Saint Godemichel dans les Vits-Rayés Orientables : quel est l'auteur du Boléro de Ravel ? - Mozart ? Lelouch ? » |
| 20 octobre 1982   | Gisèle Halimi             | Desproges, dans un réquisitoire échevelé, a l'impudence d'affirmer la supériorité de l'homme sur la femme devant une féministe - le public siffle… « Car en vérité, je vous le dis, l'inutilité fondamentale de la femelle ne fut jamais démontrée de façon aussi éclatante que par les moines cénobites, et nous les secouerons tous seuls… les jougs du féminisme à poils durs qui veulent nous faire pisser Lénine, lécher les plines, plier l'échine ! » |
| 21 octobre 1982   | François Béranger         | Desproges crache sa haine venimeuse à la figure de tous… et raconte ses déboires amoureux à Chartres… « Plus je connais les hommes, plus j'aime mon chien. Plus je connais les femmes, moins j'aime ma chienne. » |
| 25 octobre 1982   | Jacques Séguéla           | Desproges se pose la question de savoir si Jacques Séguéla est un con, tout en parvenant à citer Alphonse de Lamartine, et son fameux quatrain Elle est si minuscule… « Jacques Séguéla est-il un con ? De deux choses l'une : ou bien Jacques Séguéla est un con, et ça m'étonnerait tout de même un petit peu ; ou bien Jacques Séguéla n'est pas un con, et ça m'étonnerait quand même beaucoup ! » |
| 26 octobre 1982   | Josiane Balasko           | Desproges se demande qu'est-ce que la femme, et si elle a une âme… « Et puis, qu'importe la culture : quand il écrivit Hamlet, Molière avait-il lu Rostand ? Non ! » |
| 28 octobre 1982   | Jean Constantin           | Desproges parle des étrangers, de la Sudafriquie (sic), puis narre ses souvenirs en tant que journaliste… « Avec le recul nécessaire, il m'apparaît un peu tard que je n'aurais jamais dû quitter la rubrique des chiens écrasés. J'y excellais. Le mot n'est pas trop fort. Je peux bien l'avouer aujourd'hui sans fausse modestie. Pour alimenter jour après jour ma rubrique des chiens écrasés quoi qu'il arrive, il m'arrivait d'écraser les chiens moi-même ! » |
| 29 octobre 1982   | Patrick Poivre d'Arvor    | Desproges parle du livre Les Enfants de l'aube de l'infiniment romantique Patrick Poivre d'Arvor (qu'il appelle « Passe-moi le poivre d'abord », voire « Fais voir aussi la moutarde pendant que tu y es… »). « Les Enfants de l'aube nous conte l'histoire d'un adolescent leucémique qui rencontre dans un hôpital leucémique une jeune Anglaise leucémique. Dans un style leucémique également, l'auteur nous conte la passion brûlante et désespérée de ces deux êtres fragiles mais tremblants d'amour qui vont vers leur destin, la main dans la main et la zigounette dans le pilou-pilou. » |
| 4 novembre 1982   | André Balland             | Desproges parle du désert culturel des jeunes d'aujourd'hui, citant son propre exemple : à dix-huit ans il pouvait réciter de mémoire des passages des lettres entre Musset et Chopin ! « La culture, c'est comme l'amour, il faut y aller à petits coups au début pour bien en jouir plus tard. » |
| 5 novembre 1982   | Robert Dhéry              | Desproges commémore Jonathan Sifflé-Ceutrin, le génial inventeur du pain pour saucer… « Son père était gribichier-mayonniste du roi, et sa mère, Catherine de Médussel, n'était autre que la propre fille du comte Innu de Touiller-Connard, qui fit sensation, le soir du réveillon 1779 à la cour de Versailles en servant la laitue avec une nouvelle vinaigrette tellement savoureuse que Marie-Antoinette le fit mander le lendemain à Trianon pour connaître son secret.« C'est tout simple, Majesté. Pour changer, j'ai remplacé le chocolat en poudre par du poivre ! » |
| 8 novembre 1982   | Jean-Marc Reiser          | Desproges fait le récit de la vie tumultueuse de Reiser… « À partir du Capital c'est la bourgeoisie qu'on assassine. Mais vous vous en foutez ! Peu vous chaut qu'on assassine la bourgeoisie. Vous n'en avez rien à secouer. Qui a tiré sur J.R. ? C'est ça votre problème ! Bande de légumineux surgelés du cortex ! » |
| 12 novembre 1982  | Maurice Siegel            | Desproges appelle à la commémoration de nos morts, notamment le général Pierre-Henri Brissaud, auteur impérissable de la note de service FQ728, datée du 8 octobre 1916 concernant Le vrai salut du vrai poilu… « Ah, vous pouvez railler, mais n'oubliez jamais qu'un jour ou l'autre, c'est celui qui raille qui l'a dans le train ! » |
| 16 novembre 1982  | Sapho                     | Desproges s'embrouille, s'emmêle, se répète, explique des mots, et finalement ne dépasse pas le cap de son introduction, mais conclut quand même que Sapho est coupable ! « Ça me fait penser à ces pétasses bitophobes du MLF de Kensington City, en Californie, qui avaient exigé qu'on changeât la devise de leur collège, « Tu seras un homme, mon fils » en « Tu seras un homme, ma fille » - c'est authentique ! » |
| 23 novembre 1982  | Marcel Marceau            | Desproges parle des handicapés, des aveugles, des muets, et accuse Marcel Marceau de se gausser d'eux ! « Les aveugles ont le droit de regard sur les sourds. Les sourds ont le droit d'entendre les doléances des muets. Les culs-de-jatte ont le droit de vivre sur un grand pied, s'ils en ont les moyens, et comme le disait récemment sur France Inter l'ineffable Docteur Tordjman, la quéquette pensante des hôpitaux de Paris, les manchots eux-mêmes ont le droit de prendre en main leur sexualité. Après tout, Dieu me chatouille, les imbéciles n'ont-ils point le droit de vote ? Y'a qu'à voir le résultat ! » |
| 24 novembre 1982  | Alain Gillot-Pétré        | Desproges évoque un rendez-vous avec une génisse chez Maxim's, et une petite vieille importune qu'il rêve d'accrocher à l'esse du boucher… « Donc le jour des Trépassés, j'étais allé cracher sur mes tombes et déposer une gerbe sur celle d'Aragon, et bon, le soir venu, je décidai d'aller dîner chez Maxim's avec une espèce de vache normande que j'avais l'intention de traire le soir même pour me réchauffer la libido. » |
| 25 novembre 1982  | Dorothée                  | Desproges bafouille, et fait une quantité de lapsus révélateurs face à la speakerine ; itérant tout au long du réquisitoire la formule « Vous êtes belle comme… - vous permettez que je vous appelle comme ça ? », il conclut magistralement : « Vous êtes belle comme un taxi. Vous permettez que je vous appelle un taxi ? ». « Mes bras tremblaient, mes jambes flageolaient, au gigot, c'est tellement meilleur, bref mes membres, je veux dire la plupart de mes membres, mollissaient. » |
| 26 novembre 1982  | Yannick Noah.             | Desproges, après avoir parlé du racisme viscéral au travers d'une « missive diarrhéique » envoyée par un auditeur « tellement en colère qu'il en a oublié de signer », s'en prend à l'accusé… « Croyez-moi, chers auditeurs, je préfèrerais voir dans ce box la princesse Grace de Monaco ou la comtesse de Paris dont l'énorme cul… [il tousse] …culture nous changerait un peu de toute cette vermine populacière » |
| 29 novembre 1982  | Gérard Zwang              | Desproges accuse le sexologue d'avoir ravalé l'amour au rang de la bête, et il se penche derechef sur l'histoire de Roméo et Juliette… « L'amour, monsieur Zwang, il y a ceux qui en parlent et il y a ceux qui le font, à partir de quoi il m'apparaît urgent de me taire. » |
| 30 novembre 1982  | Pierre Perret             | Desproges parle de gastronomie avec Pierre Perret, parle de vins, et donne la recette du cassoulet de Castelnaudary… « (après avoir enchaîné plusieurs blagues sur les fours des camps de concentration) Je voudrais ouvrir ici une courte parenthèse. J'ai pleinement conscience, soudain, de l'extrême mauvais goût que je montre en ricanant bassement sur un thème aussi grave que les fours crématoires. Quarante ans ont passé mais toutes les plaies ne se sont pas refermées, c'est pourquoi, afin qu'ils ne me tiennent pas rigueur de l'esprit grinçant que j'affiche dans le seul but d'être à la mode, je prie sincèrement les anciens nazis de bien vouloir m'excuser de me moquer d'eux aussi sottement et aussi peu charitablement. »                                     |
| 3 décembre 1982   | François Cavanna          | Desproges palabre sur le temps qui passe : déjà un an que Charlie Hebdo est mort… « Croyez-moi, Cavanna, seule la virulence de mon hétérosexualité m'a empêché à ce jour de vous demander en mariage. » |
| 6 décembre 1982   | Jean-Marc Roberts         | Desproges évoque - encore une fois - le manque de la culture de la jeunesse d'alors - et cite un ouvrage d'un auteur contemporain : Entre le Ciel et l'Enfer, de Julio Iglesias… « C'est le malaise des jeunes qui les opprime, ces poussins, c'est ça, c'est pas autre chose : c'est la faute au malaise des jeunes si après trois années de fac et sept années de lycée ils croient encore que le Montherlant est un glacier alpin, Boris Vian un dissident soviétique, et Sartre le chef-lieu de la rillette du Mans ! C'est la faute au malaise de la jeunesse si tous ces jeunes tordus séniles précoces n'ont retenu de Jules Renard que ses initiales : J.R.! » |
| 9 décembre 1982   | René Barjavel             | Desproges parle de la vieillesse, et plus précisément de la manière de « bien mourir… » « (quand vous mourrez) … vos enfants émus pourront vous rendre ainsi l'ultime hommage posthume : « Tiens, le chat n'est plus sur Mémé ! C'est sans doute qu'elle est froide. » |
| 10 décembre 1982  | Jean-François Kahn        | Desproges évoque Bernadette Lafont, pour ensuite s'attarder sur la mort de Grace Kelly et de Léonid Brejnev, et finir avec un « reportage militaire »… « Bernadette Lafont est beaucoup plus qu'un objet sexuel. C'est un être pensant comme Jean-François Kahn ou moi, surtout moi. Pourtant, Dieu me tripote, quand j'évoque Bernadette Lafont, je n'arrive pas à penser à la forme de son cerveau. J'essaye, je tente éperdument d'élever mon esprit vers de plus nobles valeurs, j'essaye de calmer mes ardeurs sexuelles en imaginant Marguerite Yourcenar en porte-jarretelles ou Claude Villers en tutu, mais non hélas, rien n'y fait. » |
| 13 décembre 1982  | Siné                      | Desproges attaque Siné, ses critiques et ses convictions, le disant figé et embourbé : « Vous êtes de ces pacifistes bardés de grenades et de bons sentiments prêts à éventrer quiconque n'est pas pour la non-violence. » « En ce qui me concerne, j'ai toujours été fasciné par les détenteurs de vérité qui, débarrassés du doute, peuvent se permettre de se jeter tête baissée dans tous les combats que leur dicte la tranquille assurance de leurs certitudes aveugles. » |
| 14 décembre 1982  | Paul Quilès               | Desproges nous prouve l'incroyable : les hommes politiques sont des gens comme nous, ce qu'il prouve avec documents auditifs à l'appui… « Je ne sais pas qui est le con antique qui a inventé le mot « billevesées », mais je crois vraiment que c'est le mot le plus laid de la langue française. Mais qu'attendent les quarante badernes semi-grabataires du quai Conti pour ôter ce mot ordurier du dictionnaire ? Vous entendez, les papis verts ? Vous ne pourriez pas faire un effort et nous ôter des oreilles et de la bouche des termes aussi crapuleux que « billevesées », au lieu de rester assis sur vos vieux testicules taris en vous demandant s'il faut mettre ou ne pas mettre « couille » dans le dictionnaire ? Trêve de billevesées, élevons le débat. »            |
| 17 décembre 1982  | William Sheller           | Desproges nous raconte sa rencontre avec la Mort, à l'angle du boulevard Sébastopol et de la rue Blondel… « - Non, vraiment, je ne veux pas mourir aujourd'hui, madame. J'ai le sapin à finir… - Ne sois pas stupide. Viens, chéri. Si c'est le sapin qui te manque, je t'en donnerai, moi. » |
| 19 décembre 1982  | Claire Bretécher          | Desproges, après s'être copieusement moqué de Jean Daniel, raconte ses souvenirs d'enfance avec Claire Bretécher… « Et, avant sa rencontre avec Michel Jobert dans le Paris-Poitiers, cette femme était mienne ! Ah, Claire, mon amour, va, je ne te hais point ! Je comprends que tu m'aies quitté pour Petit Michou. Que celle qui n'a jamais rêvé de cacher son amant dans la culotte lui jette la première pierre ! » |
| 7 janvier 1983    | Alain Ayache              | Desproges attaque le rédacteur en chef du Meilleur, et tous les autres journaux à scandales par la même occasion… « En résumé, s'il est vrai que, comme l'a toujours soutenu ma grand-mère, dans le poulet, le meilleur c'est le croupion, il est vrai aussi qu'en matière de canard, « Le Meilleur » ça vole pas très haut non plus. » |
| 10 janvier 1983   | Daniel Toscan du Plantier | Desproges nous parle de l'éducation et nous dit que les enfants ne sont pas des gens comme nous. « Ah, c'est dur, l'élevage », disait ma grand-mère qui pratiqua volontiers sur sa descendance des méthodes de puériculture pluralistes surannées alternant les sévices corporels de type panpan-culcul et la répression hypoglycémique axée sur la privation temporaire du roudoudou. » |
| 13 janvier 1983   | José Giovanni             | Desproges avoue n'avoir rien à dire, ce qui ne l'empêche pas de déclarer l'accusé coupable ! « Vous dites plus loin que vous n'aimeriez pas mourir dans votre lit, mais entre nous, qu'est-ce que ça peut me faire, du moment que vous ne venez pas mourir dans le mien ? » |
| 18 janvier 1983   | Inès de La Fressange      | Desproges discourt avec brio sur la beauté et sur Yvette Le Crouchard… « Madame, si ma robe était de bronze, vous entendriez sonner le tocsin… » |
| 24 janvier 1983   | Gilbert Trigano           | Desproges, énervé par un appel intempestif de Luis Rego la nuit passée, requiert contre Trigano (qualifié comme étant l'« inventeur des parcs à ploucs ») avec force calembours… « N'attendez rien de moi, monsieur Trigano. Je ne vous conseille pas plus de compter sur ma clémence que de sauter sur ma Josiane. Dans un cas comme dans l'autre, vous seriez déçu : la clémence a ses règles… et Josiane a des limites, monsieur ! » et où, devenu marin, « Gilbert trie l'guano dans une cale à Hambourg de derrière les fagots ». |
| 25 janvier 1983   | Sylvie Joly               | Desproges, s'embourbant dans une histoire avec beaucoup de suspense, arrive à la conclusion que Sylvie Joly est coupable. « Oui, l'courroux m'noue, oui, ma voix s'éraille, oui, l'ire m'égare, oui, la colère m'étreint, de 8h47 exactement. » |
| 27 janvier 1983   | François Romério          | Desproges parle des animaux, et plus précisément des crottes de caniche sur les trottoirs… « Ainsi je suis un non-violent, mesdames et messieurs les jurés. Pourtant. Pourtant il est une sorte de salopards pour lesquels je suis prêt à prendre les armes, j'ai nommé la race des lamentables semeurs de merde canine qui engluent nos rues de la fiente nauséeuse de leurs bâtard obtus, abrutis de Canigou trop gras, crétinisés à mort par l'univers carcéral des grandes cités où ils se cognent en vain le museau entre quatre murs de F2, au lieu de courir chier dans les champs comme vous et moi. » |
| 1er février 1983  | Régine Deforges           | Desproges célèbre l'érotisme de la plume de l'accusée, en nous rappelant que « les femmes en matière d'érotisme sont nos maîtresses »… « Mais à continuer sur ce ton, vous allez croire, madame, que je vous fais la cour et que je n'aurai de cesse de vous attendre à la sortie pour vous faire jouer de la flûte à bec, ou vous donner un concert de cornemuse. Quand je dis « cornemuse », j'exagère sur le nombre des tuyaux… » |

## Liste complète des réquisitoires
- 15/09/1980 Pierre Perret "... mais c'est écrit dans un français lamentable, à se demander si que des fois l'accusé dont au sujet duquel il est là, il serait pas été aux écoles, rapport à sa manque de culture tellement qu'elle est tarte [en parlant de son livre Les Pensées]"
- 16/09/1980 Victor Lanoux "Je lis dans votre biographie M. Lanoux que vous êtes marié avec 3 enfants... vous pouviez pas vous marier avec 3 femmes comme tout le monde !!?"
- 17/09/1980 Gilles Vigneault "... et bien tout simplement pour se faire à lui-même et sans scrupules une publicité clandestine éhontée : 'Achetez la poêle Gilles Vigneault : la poêle qui Natashquan!' "
- 18/09/1980 Jean-Pierre Cassel " Ah ! Vous ne chômez pas en tant que séducteur, M. Cassel. Oserez-vous avouer à la cour quel rôle vous tenez dans une récente version polonaise d'Alice aux pays des Merveilles [Alicja (Alice), de Jacek Bromski et Jerzy Gruza] ? Le rôle du Lapin ! Bonjour Madame, Merci Madame, Bonjour Madame, Merci Madame, etc..."
- 19/09/1980 Bernard Haller "Avant de vous demander de sévir, Mesdames et Messieurs les  jurés, j'ai longuement réfléchi, prenant ma tête à deux mains si vous l'voulez bien. Hé ! bien, M. Haller vous allez payer. Je demande au jury de condamner l'accusé à ravaler le Palais de Chaillot [classé aux Monuments Historiques quelques mois plus tard] avec une brosse à dents en poils de banquiers suisses."
- 22/09/1980 Claude Chabrol
- 23/09/1980 Pierre Delanoë
- 24/09/1980 Jean-Louis Trintignant
- 25/09/1980 Henri Tisot
- 26/09/1980 Hugues Aufray "J'en ai terminé M. le Président, mesdames et messieurs les jurés, je concluerai en vous demandant sobrement de mettre Hugues au frais."
- 29/09/1980 Brigitte Fossey "Rien n'est vrai en vous Brigitte faux-seins."
- 30/09/1980 Raphaële Billetdoux
- 01/10/1980 Gérard Calvi
- 02/10/1980 Marie-Christine Barrault
- 06/10/1980 Bernadette Lafont
- 07/10/1980 Marie Dubois
- 08/10/1980 Pierre Doris
- 10/10/1980 Bernard Lavilliers "Non! Chérie y a pu d'vaches, elles sont toutes zigouillées, on en fait des futals pour Bernard Lavilliers."
- 13/10/1980 Pierre Mondy
- 14/10/1980 Jacques Balutin
- 15/10/1980 Haroun Tazieff
- 16/10/1980 Georges Wilson
- 17/10/1980 Patrick Dewaere
- 20/10/1980 Roger Pierre
- 21/10/1980 Annie Cordy[13]
- 22/10/1980 Bertrand Tavernier
- 23/10/1980 Eddy Mitchell
- 24/10/1980 Jacques Lanzmann
- 27/10/1980 Nicoletta
- 28/10/1980 Guy Bedos
- 07/11/1980 Claude Piéplu
- 12/11/1980 Roger Carel
- 13/11/1980 Jean Poiret
- 14/11/1980 Gérard Lauzier
- 18/11/1980 Fred
- 19/11/1980 Max Gallo
- 21/11/1980 Romain Bouteille
- 24/11/1980 Yves Robert
- 25/11/1980 Mort Shuman
- 26/11/1980 Rufus
- 28/11/1980 Pierre Tchernia
- 02/12/1980 Charles Aznavour
- 09/12/1980 Daniel Balavoine
- 10/12/1980 Alex Métayer
- 16/12/1980 Robert Lamoureux
- 17/12/1980 Philippe Noiret
- 18/12/1980 Alain Souchon
- 22/12/1980 Dave
- 23/12/1980 Michel Berger
- 24/12/1980 Léo Ferré
- 25/12/1980 Henri Salvador
- 26/12/1980 Michael Lonsdale
- 05/01/1981 Les Charlots
- 15/01/1981 Nino Ferrer
- 19/01/1981 Renaud
- 26/01/1981 Francis Lalanne
- 27/01/1981 Michel Duchaussoy
- 30/01/1981 Daniel Auteuil
- 02/02/1981 André Franquin
- 05/02/1981 Georges Descrières
- 06/02/1981 Julien Clerc
- 09/02/1981 Jean-Edern Hallier
- 11/02/1981 Catherine Allégret
- 12/02/1981 Georges Moustaki
- 13/02/1981 Marc Cerrone
- 17/02/1981 Alphonse Boudard
- 19/02/1981 Gérard de Villiers
- 20/02/1981 Jean-Claude Bouttier
- 23/02/1981 Geneviève Dormann
- 24/02/1981 Juliette Gréco
- 25/02/1981 Jean-Jacques Debout
- 27/02/1981 Guy Drut
- 03/03/1981 Maria Pacôme
- 04/03/1981 Roland Topor
- 06/03/1981 Roger Hanin
- 10/03/1981 Bernard Dimey
- 11/03/1981 Éric Charden
- 13/03/1981 Plume Latraverse
- 19/03/1981 Achille Zavatta
- 24/03/1981 Bernard Fresson
- 25/03/1981 Christophe
- 26/03/1981 Leny Escudero
- 27/03/1981 Cabu
- 30/03/1981 Silvia Monfort
- 01/04/1981 Francis Lemarque
- 02/04/1981 René Fallet
- 06/04/1981 Renée Saint-Cyr
- 08/04/1981 Françoise Mallet-Joris
- 10/04/1981 Georges Guétary
- 13/04/1981 Jacques Sternberg
- 15/04/1981 Francis Cabrel
- 17/04/1981 Pierre Barouh : Pierre Barouh est accusé de trafic de stupéfiants, de soporifiques et délit de fuite.
- 20/04/1981 Robert Charlebois
- 21/04/1981 Marcel Gotlib : Desproges étudie de plus près les mœurs des petits garçons et des petites filles dans les cours de récré… « Donc, les enfants sont des cons. Tous ? Non ! Gardons-nous bien de généraliser ! Les enfants ne sont pas tous des cons, seulement les filles ! »
- 22/04/1981 Pierre Vassiliu : Desproges relate, en en faisant une reconstitution historique fidèle, le procès de Jeanne d'Arc : « - C'est une ancienne prostituée de Milan… - Vous voulez dire une ex-salope milanaise ? »
- 23/04/1981 Serge July
- 27/04/1981 Jean-Michel Ribes
- 28/04/1981 Cyril Atanassoff
- 29/04/1981 Jacques Bock
- 30/04/1981 Dick Rivers
- 04/05/1981 André Darmon
- 05/05/1981 Hubert Deschamps
- 06/05/1981 Henri Pescarolo
- 07/05/1981 Bernard Kouchner : Desproges, après avoir affirmé qu'un « bon médecin est un médecin mort », vante les mérites de Kouchner à administrer des soins aux Africains, en respectant les traditions vestimentaires locales : « il est mi-nu, l'docteur Kouchner ! ».
- 08/05/1981 Catherine Ribeiro
- 11/5/1981 Rika Zaraï
- 12/5/1981 Philippe Lamour
- 13/05/1981 Michel Jonasz
- 14/05/1981 Georges-Jean Arnaud
- 15/05/1981 Frédéric Mitterrand
- 18/05/1981 Georges Wolinski
- 19/05/1981 Djamel Allam
- 20/05/1981 Coluche : Desproges déclare à propos de « ce sombre pitre, naguère rond, gras et rose et boudiné dans sa salopette »… « Ce n'est pas Mère Teresa, c'est le Père l'hérésie. » Le procès a lieu peu après l'élection de Mitterrand, en 1981, alors que Coluche venait de se déclarer en faveur de ce dernier. Les témoins étaient le Professeur Choron et Guy Bedos.
- 25/05/1981 Lucien Bodard
- 26/05/1981 Gérard Vié
- 27/05/1981 Philippe Chatel
- 28/05/1981 Yves Courrière
- 29/05/1981 Seán MacBride
- 18/01/1982 Inès de la Fressange
- 26/01/1982 Stéphane Collaro
- 13/09/1982 Henri Verneuil
- 14/09/1982 Daniel Cohn-Bendit
- 15/09/1982 Jean-Francois Davy
- 16/09/1982 Jean d'Ormesson
- 17/09/1982 Ariel Zeitoun
- 20/09/1982 Philippe Tesson
- 21/09/1982 Alain Moreau
- 22/09/1982 Plastic Bertrand
- 23/09/1982 Léon Zitrone
- 24/09/1982 Pascal Sevran
- 27/09/1982 Yves Mourousi
- 28/09/1982 Jean-Marie Le Pen
- 29/09/1982 Jean-Patrick Capdevielle
- 30/09/1982 Jean Dutourd
- 01/10/1982 Jean Yanne
- 04/10/1982 Guy Bedos
- 05/10/1982 Alain Prost
- 06/10/1982 Huguette Bouchardeau
- 07/10/1982 Pierre Troisgros
- 11/10/1982 Roger Coggio
- 12/10/1982 François de Closets
- 13/10/1982 Alan Stivell
- 14/10/1982 Jean-Marc Thibaut
- 15/10/1982 Albert Uderzo
- 18/10/1982 Charles Dumont
- 19/10/1982 Yvan Dautin
- 20/10/1982 Gisèle Halimi
- 21/10/1982 François Béranger
- 22/10/1982 Pierre Vassiliu
- 25/10/1982 Jacques Séguéla
- 26/10/1982 Josiane Balasko
- 27/10/1982 Jean-Claude Bourret
- 28/10/1982 Jean Constantin
- 29/10/1982 Patrick Poivre d'Arvor
- 02/11/1982 Brice Lalonde
- 04/11/1982 André Balland
- 05/11/1982 Robert Dhéry
- 08/11/1982 Jean-Marc Reiser
- 09/11/1982 Michel de Saint-Pierre
- 10/11/1982 Dorothée
- 12/11/1982 Maurice Siegel
- 12/11/1982 Zachary Richard
- 16/11/1982 Sapho
- 17/11/1982 Alain Gillot-Pétré
- 19/11/1982 Moustache
- 22/11/1982 Richard Berry
- 23/11/1982 Marcel Marceau  "Françaises, Francais ; Belges, Belges ; Tourterelles, Tourtereaux ; Isabelles, Isabeaux ; [...] ; Béchamelle, Béchameaux ; Pucelles, Puceaux ; Marcel, Marceau."
- 26/11/1982 Yannick Noah
- 29/11/1982 Gérard Zwang
- 30/11/1982 Pierre Perret
- 01/12/1982 Bernard Giraudeau
- 03/12/1982 François Cavanna
- 06/12/1982 Jean-Marc Roberts "Que Jean-Marc Roberts, Mesdames et Messieurs les jurés, soit l'écrivain le plus doué de sa génération, j'en suis personnellement convaincu. Et je ne doute pas qu'un jour, la lecture de ses livres me confortera dans cet opinion."
- 08/12/1982 Philippe Leotard "C'est Villers qui m'dit : 'Dépêche-toi, on juge Léo tôt, fini ton tartare.' Mais il est mort Léoteaud c'est trop tard. 'Pas Léoteaud, Léo tôt, pas tard, finis ton tourteau.'"
- 09/12/1982 René Barjavel
- 10/12/1982 Jean-François Kahn
- 14/12/1982 Paul Quilès
- 16/12/1982 Roger Peyrefitte
- 17/12/1982 William Sheller
- 24/12/1982 Siné
- 07/01/1983 Alain Ayache
- 10/1/1983 Daniel Toscan du Plantier
- 11/1/1983 Alain Krivine
- 13/1/1983 José Giovanni
- 17/1/1983 Gilbert Bécaud
- 24/1/1983 Gilbert Trigano
- 25/1/1983 Sylvie Joly
- 27/1/1983 François Romério
- 1/2/1983 Régine Deforges
- 3/2/1983 Michel Polac
- 8/2/1983 Claire Bretécher
- 20/1/1983 Jean-Charles de Fontbrune

## Date inconnue
- Jean Carmet : cette émission fut filmée par Antenne 2 dans le studio 106 de la Maison de la Radio au lieu de l'habituel studio 102, plus petit, et diffusée une seule fois à la télévision, dans le cadre de La 25e Heure ; les témoins étaient Laurent Voulzy, Paul Préboist, Georges Conchon, Alain Souchon et Michel Legrand[14]. Cette émission n'a jamais été diffusée à la radio car censurée par la direction de France Inter.
- Harlem Désir
- Henri Tachan